# Локалова, Хажа Муртузалиевна
Хажа Муртузалиевна Локалова (15 декабря 1920, с. Хунзах, Аварский округ, Дагестанская область, РСФСР — 4 марта 2002, там же, Хунзахский район, Дагестан, Россия) — учительница Хунзахской средней школы (Дагестанская АССР), Герой Социалистического Труда (1960).

## Биография
Родилась 15 декабря 1920 года в селении Хунзах, Аварский округ, Дагестанская область (ныне Хунзахского района Республики Дагестан) в крестьянской семье. По национальности аварка.
Получив начальное образование в родном селе, поступила в педагогическую школу села Арани, позже реорганизованною в Буйнакский педагогический техникум, окончив его в 1937 году. Работала учительницей начальных классов в Хунзахской семилетней школе, потом в течение трёх лет трудилась в школе соседского села Арани. С началом Великой Отечественной войны вернулась в родную школу села Хунзах, где проработала завучем 25 лет.
Указом Президиума Верховного Совета СССР от 7 марта 1960 года «в ознаменование 50-летия Международного женского дня, за выдающиеся достижения в труде и особо плодотворную общественную деятельность» удостоена звания Героя Социалистического Труда с вручением ордена Ленина и золотой медали «Серп и Молот».
В 1952—1954 годах обучалась на физико-математическом факультете Дагестанского государственного женского педагогического института.
Отличник народного образования СССР и Заслуженный учитель школы РСФСР (12.9.1957). Депутат Хунзахского районного Совета.
Умерла 4 марта 2002 года, похоронена в родном селе Хунзах.
Награждена орденом Ленина (07.3.1960), медалями, в том числе «За трудовую доблесть», «За трудовое отличие» (11.7.1960).